# فلسفه هگل
هگل فیلسوف آلمانی در ۲۷ اوت ۱۷۷۰ در اشتوتگارت به دنیا آمد. وی به مدت ۵ سال (از سال ۱۸۰۱) مقام استادی فلسفه را در دانشگاه ینا به عهده داشت. در سال ۱۸۱۶ به دانشگاه هایدلبرگ رفت. چاپ منطق هگل، یکی از عوامل مؤثر انتقال وی به دانشگاه هایدلبرگ بود. او بعد از مدت دو سال، استاد دانشگاه برلین شد. هگل به مدت دوازده سال در دانشگاه برلین در سمتش باقی‌ماند. وی در ۱۴ نوامبر ۱۸۳۱ در ۶۱ سالگی به علت ابتلاء به وبا درگذشت.
هگل برای دستیابی و کشف حقایق، روش و طریق خاصی را مطرح کرد و آن را دیالکتیک نامید. لغت دیالکتیک که از کلمه‌ای یونانی مشتق می‌گردد، به معنای گفتار و دلیل است و مفهوم آن، گفتگو و مجادله کردن است. هگل همچنین ضدیت و تناقض را به دیالکتیک خود افزود. وی تناقض را پایه فعالیت طبیعت و موجودات دانسته که درصورت عدم وجود چنین تناقض و تضادی، سکون بر آن‌ها حکمفرما بود.
هگل می‌گوید من نظریات هراکلیتوس را در دیالکتیک خود وارد کرده‌ام. هراکلیتوس به تغییر دائمی و عدم ثبات معتقد بود. از نظر هراکلیتوس، در این جهان از بودن خبری نیست و هرچه هست در حال شدن است.
از دیدگاه هگل، دیالکتیک سازش تناقض‌ها و اضداد در وجود اشیاء، ذهن و طبیعت است. همچنین دیالکتیک ازنظر او، سیر از وحدت به کثرت و از کثرت به وحدت است. هگل معتقد است که دیالکتیک ابزار تحقیق نیست، بلکه عین فلسفه و قاعده فکر و وجود است.
هگل شناخت را براساس سه واژه درخود، برای خود و درخود و برای خود بیان می‌کند که به ترتیب موید شناخت در سه مرحله ذهنی، عینی و درونی شدن است، به نحوی که در مرحله سوم، ذهنیت عینی به ذهنیت برمی گردد.

## تفکرات فلسفی هگل
برخی از موارد مهم اندیشه‌های هگل عبارتنداز:
- ذهن و واقعیت یک چیز هستند و دیالکتیک یعنی قانون سیر تحولات که در ذهن صورت می‌گیرد.
- از طریق حس نمی‌توان به حقیقت اشیاء پی برد و دیالکتیک یعنی اصالت دادن به ورای محسوسات.
- حقیقت و هستی چیزی نیستند جز عقل و علم. به همین دلیل، به مذهب هگل، مذهب اصالت علم مطلق یا اصالت عقل گفته می‌شود.
- اجزاء وجودی مستقل ندارند، بلکه مرتبه‌ای از مراتب روان هستند. بدین ترتیب، طبیعت هم مجموعه کثرات نیست و درحقیقت صورتی از روان است. از دیدگاه او، فلسفه بالاترین مرتبه روان محسوب می‌گردد.
- مراتب روان از هنگامی که سر از طبیعت بیرون می‌آورد شامل مراحل زیر است:[۵]
  - مقولات منطقی و فعل که در روان‌شناسی مورد مطالعه قرار می‌گیرد
  - اخلاق، حقوق و سیاست.
  - دیانت، هنر و فلسفه

از نظر هگل، فلسفه بالاترین مرتبه روان است.

## هگل و طرد اصل علیت
از دیدگاه هگل، اصل علیت (نظام علت و معلول) نمی‌تواند تفسیر درستی از جهان هستی ارائه کند. به اعتقاد وی، براساس این اصل نمی‌توانیم به آخرین حلقه علت‌ها در توضیح جهان دسترسی پیدا کنیم. همچنین درصورت دستیابی به علت نهایی، باز هم سؤال از خود علت نهایی وجود دارد.
هگل معتقد است که فلسفه‌هایی که براساس اصل علیت بنا شده‌اند، فلسفه نیستند، زیرا تأکید بر اصل علیت کاری است که علم انجام می‌دهد، درحالی‌که فلسفه باید جهان را تفسیر کند. از نظر هگل، برای تفسیر و توضیح جهان باید به دلیل و نتیجه روی آورد نه اصل علت و معلول. درحقیقت، از طریق دلیل و استدلال است که نتیجه حاصل می‌گردد.

## فلسفه دین هگل
هگل برخلاف کانت که معتقد بود شیء فی نفسه هیچ‌گاه برای انسان قابل درک نیست. هگل چیستی خدا را برای انسان قابل درک می‌دانست. از دیدگاه او خدا از جهان جدا نیست. در واقع خدا یک تجرید واره یا مفهومی انتزاعی و بی محتوا نیست. انسان، خدا را که موضوع آفرینش جهان می‌باشد، فقط در پیوند با آگاهی می‌شناسد. به گفته خود هگل ضرورت درونی این آگاهی، آشکارگی (manifesting) و بیرون ساختن خود در دیگری (Other) است. در مرحله بالاتر این آشکارگی می‌توان گفت که آنچه خدا می‌آفریند، خود خداست. در واقع آفرینش جهان در حکم خود آشکارگی خداوند است. روح آشکارگی مطلق است.

## فلسفه تاریخ هگل
در نگاه هگل به فلسفه، تاریخ نقشی کلیدی و اساسی دارد. ازنظر وی، فلسفه یعنی شناخت تاریخ جهانی. فلسفه، شناخت واقعیت و دربردارنده تاریخ است. فلسفه‌ای که گزارش تاریخ نباشد، فلسفه نیست. به اعتقاد هگل، تاریخ جهانی، مسیر و مقصدی دارد که تابع عقلی مطلق است.
هگل برای درک فلسفه تاریخ، کتاب اصول فلسفه حق خود را پیشنهاد می‌کند و مدعی اثری ناب حتی در تمامی دوران تاریخ فلسفه است. او معتقد است که هدف و غایتی در زندگی اقوام و ملت‌ها وجود دارد. مقصود واحد و غایت کلی در رویدادهای زندگی ملت‌ها یا اقوام، تحقق آزادی است. هدف جهان و زندگانی انسان، خوشبختی نیست، بلکه رسیدن به خودآگاهی یا آزادی است.
از دیدگاه هگل، فلسفه تاریخ یعنی نگاه خردمندانه یا اندیشمندانه به آن. فلسفه تاریخ، کامل تر از فلسفه دولت است، اگرچه دولت یکی از شرایط تاریخ و بالاترین شکل جامعه انسانی است.

### ایده‌های هگل و مارکس از تاریخ
برخی از ایده‌های همانند هگل و مارکس از تاریخ عبارتنداز:
- وجود دیالکتیک عام در تاریخ
- تضاد و تناقض، اساس تکامل است.
- نبرد میان طبقه‌ها
- وجود تضاد درونی در طبقه حاکم
- قهر، یکی از ابزارهای تکامل اجتماعی یا سیاسی است.

## هگل‌گرایی
هگل گرایی که به نوعی پذیرفتن دیالکتیک هگل است، خود به دو گروه تقسیم گردید:
- هگلی‌های کهن یا هگلی‌های دست راستی (راست هگلی)
- هگلی‌های جوان یا هگلی‌های دست چپی (چپ هگلی)

### هگلی‌های کهن
این گروه به عنوان ادامه دهندگان راه هگل، با پذیرفتن اندیشه‌های او در مقام یک فیلسوف تمام، هگلی‌های کهن نامیده شدند که پس از مدتی به هگلی‌های دست راستی شهرت یافتند. اینان مورد انتقاد گروه هگلی‌های جوان (چپ هگلی) قرار گرفتند، چون از دیدگاه آنها، گروه کهن سعی نکردند حقیقت هگل گرایی را درک کنند و فقط به حفظ فلسفه هگل بسنده کردند.
بعضی از افراد گروه هگلی‌های دست راستی که می‌توان ذکر کرد:
گابلر، گوشل، هنینگ، ادوارد گانس، هوتو، فورستر، کارل روزنکرانتز، داوب، کونرادی و هرمان هینریش.

### هگلی‌های جوان
گروه هگلی‌های جوان (هگلی‌های چپ)، دیالکتیک هگل را پذیرفتند، اما نه با مفهومی که هگل ارائه می‌کرد. عمر مکتب هگلی‌های جوان از سال انقلابی ۱۸۳۰ تا انقلاب ۱۸۴۸ بود.
اگرچه هگلی‌های دست چپی، هگل را به عنوان یک فیلسوف ستایش می‌کردند، ولی از دیالکتیک وی معنایی دیگر ارائه نمودند. به عنوان مثال دیالکتیک انگلس و مارکس-که چپ هگلی بودند-دیگر دیالکتیک هگل نبود، بلکه به ماتریالیسم دیالکتیک معروف شد. در ماتریالیسم مارکس و انگلس، نه تنها خبری از ایده‌آلیسم و متافیزیک (مابعدالطبیعه) هگل نیست، بلکه این بخش از افکار هگل به چالش کشیده می‌شود.
چهره‌هایی که گروه هگلی‌های جوان را در سال ۱۸۳۰ تشکیل می‌دادند یا پس از آن به این گروه افزوده شدند:
آرنولد روگه، لودویگ فوئرباخ، ماکس اشتیرنر، دیوید اشتراوس، برونو بائر، اگوست فون سیزکفسکی، کارل اشمیت، کارل مارکس، فریدریش انگلس، وادگار و برادر برونو بائر.

## مطالعه بیش‌تر
- والتر ترنس استیس، فلسفهٔ هگل، ترجمهٔ حمید عنایت، تهران
- وکریم مجتهدی، هگل و فلسفهٔ او، تهران: انتشارات امیرکبیر
- پیتر سینگر، هگل، ترجمهٔ عزت‌الله فولادوند، تهران: انتشارات طرح نو